# Idriss Idrissi
Idriss Idrissi (arabe : إدريس الادريسي), né le 6 juin 1987, est un handballeur tunisien.

## Carrière
- 2007-2017 : Club africain (Tunisie)
- 2018-2022 : Espérance sportive de Tunis (Tunisie)
- depuis 2023 : Club africain (Tunisie)

## Palmarès

### Clubs
- Vainqueur du championnat de Tunisie : 2008, 2015
- Vainqueur de la coupe de Tunisie : 2007, 2011, 2015, 2018
- Vainqueur du championnat arabe des clubs champions : 2012
- Médaille d'or à la Ligue des champions d'Afrique 2014 (Tunisie)
- Médaille d'or à la Supercoupe d'Afrique 2015 (Gabon)
- Médaille d'or à la coupe d'Afrique des vainqueurs de coupe 2008 (Maroc)
- Médaille de bronze à la Ligue des champions d'Afrique 2013 (Maroc)

### Sélection nationale

#### Championnat d'Afrique
- Médaille d'or au championnat d'Afrique 2010 (Égypte)

#### Autres
- Médaillé de bronze aux Jeux méditerranéens de 2009 (Italie)